# 스머프 공격
스머프 공격(Smurf attack) 또는 스머핑은 피해 서버의 스푸핑된 원본 IP를 가진 수많은 인터넷 제어 메시지 프로토콜(ICMP) 패킷들이 IP 브로드캐스트 주소를 사용하여 컴퓨터 네트워크로 브로드캐스트하는 분산 서비스 거부 공격이다. 네트워크의 대부분의 장치들은 기본적으로 원본 IP 주소에 응답을 보냄으로써 이에 응답한다. 이 패킷에 응답하고 패킷을 수신하는 네트워크의 기계 수가 매우 많다면 희생자의 컴퓨터는 트래픽으로 넘쳐나게 된다. 이로 인해 희생자의 컴퓨터는 동작이 불가능해질 정도로 느려지게 될 수 있다.

## 역사
오리지널 smurf.c는 Dan Moschuk(TFreak)에 의해 개발되었다.
1990년대 말에 수많은 IP 네트워크들은 확인 요청을 받으면 스머프 공격에 가담하게 되었다. (즉, 브로드캐스트 주소로 송신되는 ICMP 요청에 응답하는 것) 이 이름은 매우 작지만 수많은 공격자들이 훨씬 더 큰 대적(스머프 참고)을 위협하는 개념에서 지어졌다. 오늘날 관리자들은 이러한 악용에 면역된 네트워크를 만들 수 있으므로 스머프 공격에 취약한 채로 남아있는 네트워크는 거의 없는 편이다.

## 같이 보기
- 서비스 거부 공격